# Flavio Roma
Pour les articles homonymes, voir Roma.
Flavio Roma, né le 21 juin 1974 à Rome, est un footballeur international italien évoluant au poste de gardien de but.

## Biographie

### Débuts en Italie
Né dans le quartier de Cinecittà, Flavio Roma affiche rapidement un gros potentiel footballistique. Ce supporter de l'AS Roma débute chez le grand rival laziale où il reste onze ans, jusqu'en 1995. Peu utilisé chez les Biancocelesti, Flavio multiplie les expériences en prêts : Mantova (Serie C), Venezia (Serie B), Fiorezuola (Serie C), Foggia (Serie B) et Chievo Vérone (Serie B).
En 1999, lorsqu'il signe à Piacenza, le club se morfond en Serie A et est relégué. À la fin de sa seconde saison, le longiligne gardien permet à son équipe d'accrocher la montée en première division. Devenu capitaine, il est par la même occasion élu meilleur gardien de Serie B avec seulement vingt buts encaissés en 38 matchs. Sollicité par plusieurs grandes clubs de l'élite italienne dont la Fiorentina, il choisit de s'expatrier à l'AS Monaco.

### Portier du grand Monaco (2001-2009)
Flavio Roma débarque en principauté de Monaco en même temps que Didier Deschamps, à l'été 2001. Sa première saison est à l'image de celle du club, très difficile, notamment pour cause de blessures. Mais Roma inverse la tendance les saisons suivantes en contribuant à la victoire de son équipe en Coupe de la Ligue en 2003, puis en atteignant la finale de la Ligue des champions en 2004.
Flavio Roma connaît sa première sélection en équipe d'Italie au mois de mars 2005 contre l'Islande.
Blessé en août 2005, sa carrière est remise en question alors qu'il s'apprête à participer à sa première Coupe du monde avec la Squadra Azzurra en tant que doublure de Gianluigi Buffon.
Après une saison où Flavio Roma ne joue presque aucun match officiel, il revient en forme et aide son club à garder le cap en Ligue 1 grâce à de très bonnes prestations.
Après une excellente saison 2006-2007, il réalise un piètre exercice à partir de janvier 2008. Stéphane Ruffier lui prend sa place de titulaire en début de saison.
Le 23 août 2008, à l'occasion de la réception du Stade Malherbe de Caen, Flavio Roma devient le 22e joueur à porter au moins 200 fois la tunique rouge et blanche en Ligue 1.

### Départ au Milan puis fin à Monaco (2009-2014)
Il s'engage en août 2009 avec l'AC Milan pour une durée d'un an plus une autre année en option, afin de terminer sa carrière professionnelle par un challenge de haut niveau dans son pays d'origine. S'il rafle le titre de champion d'Italie en 2011, il ne fait que 3 matchs en 3 ans dont un de Serie A.
Laissé libre par le Milan AC au terme de son contrat, il décide de poursuivre sa carrière et de revenir à l'AS Monaco le 2 août 2012.
Le 24 avril 2013, l'AS Monaco déjà sacré champion de Ligue 2, il remplace Martin Sourzac, titulaire pour l'occasion, lors de la victoire deux buts à un contre le Tours FC à la dernière journée pour son unique match de la saison. En fin de contrat à l'issue de la saison 2012-2013, Roma décide de prolonger à l'AS Monaco et paraphe un nouveau bail d'un an. 
Il met finalement un terme à sa carrière le 17 mai 2014 en disputant son dernier match contre les Girondins de Bordeaux, où il sortira quelques minutes avant la fin de la première mi-temps sous l'ovation du Stade Louis II.

## Statistiques détaillées

### En club
| Saison                | Club                  | Championnat           | Championnat | Championnat | Coupe nationale | Coupe nationale | Coupe de la Ligue | Coupe de la Ligue | Supercoupe | Supercoupe | Compétition(s) continentale(s) | Compétition(s) continentale(s) | Compétition(s) continentale(s) | Total | Total |
| Saison                | Club                  | Division              | M.          | B.          | M.              | B.              | M.                | B.                | M.         | B.         | Comp.                          | M.                             | B.                             | M.    | B.    |
| 1993-1994             | Mantova (prêt)        | Serie C1              | 3           | 0           | -               | -               | -                 | -                 | -          | -          | -                              | -                              | -                              | 3     | 0     |
| 1994-1995             | Lazio Rome            | Serie A               | 0           | 0           | 0               | 0               | -                 | -                 | -          | -          | C3                             | 0                              | 0                              | 0     | 0     |
| 1995-1996             | Venezia (prêt)        | Serie B               | 7           | 0           | 1               | 0               | -                 | -                 | -          | -          | -                              | -                              | -                              | 8     | 0     |
| 1996-1997             | Fiorenzuola (prêt)    | Serie C1              | 19          | 0           | -               | -               | -                 | -                 | -          | -          | -                              | -                              | -                              | 19    | 0     |
| 1997-1998             | US Foggia (prêt)      | Serie B               | 36          | 0           | 4               | 0               | -                 | -                 | -          | -          | -                              | -                              | -                              | 40    | 0     |
| 1998-1999             | Chievo Vérone (prêt)  | Serie B               | 30          | 0           | 4               | 0               | -                 | -                 | -          | -          | -                              | -                              | -                              | 34    | 0     |
| Sous-total            | Sous-total            | Sous-total            | 95          | 0           | 9               | 0               | -                 | -                 | -          | -          | -                              | 0                              | 0                              | 104   | 0     |
| 1999-2000             | Piacenza              | Serie A               | 32          | 0           | 4               | 0               | -                 | -                 | -          | -          | -                              | -                              | -                              | 36    | 0     |
| 2000-2001             | Piacenza              | Serie B               | 38          | 0           | 7               | 0               | -                 | -                 | -          | -          | -                              | -                              | -                              | 45    | 0     |
| Sous-total            | Sous-total            | Sous-total            | 70          | 0           | 11              | 0               | -                 | -                 | -          | -          | -                              | 0                              | 0                              | 81    | 0     |
| 2001-2002             | AS Monaco FC          | Division 1            | 21          | 0           | 1               | 0               | 2                 | 0                 | -          | -          | -                              | -                              | -                              | 24    | 0     |
| 2002-2003             | AS Monaco FC          | Ligue 1               | 28          | 0           | 0               | 0               | 4                 | 0                 | -          | -          | -                              | -                              | -                              | 32    | 0     |
| 2003-2004             | AS Monaco FC          | Ligue 1               | 34          | 0           | 3               | 0               | 0                 | 0                 | -          | -          | C1                             | 12                             | 0                              | 49    | 0     |
| 2004-2005             | AS Monaco FC          | Ligue 1               | 34          | 0           | 4               | 0               | 1                 | 0                 | -          | -          | C1                             | 10                             | 0                              | 49    | 0     |
| 2005-2006             | AS Monaco FC          | Ligue 1               | 15          | 0           | 0               | 0               | 0                 | 0                 | -          | -          | C1+C3                          | 1+1                            | 0                              | 17    | 0     |
| 2006-2007             | AS Monaco FC          | Ligue 1               | 38          | 0           | 0               | 0               | 2                 | 0                 | -          | -          | -                              | -                              | -                              | 40    | 0     |
| 2007-2008             | AS Monaco FC          | Ligue 1               | 29          | 0           | 0               | 0               | 2                 | 0                 | -          | -          | -                              | -                              | -                              | 31    | 0     |
| 2008-2009             | AS Monaco FC          | Ligue 1               | 4           | 0           | 0               | 0               | 1                 | 0                 | -          | -          | -                              | -                              | -                              | 5     | 0     |
| Sous-total            | Sous-total            | Sous-total            | 203         | 0           | 8               | 0               | 12                | 0                 | -          | -          | -                              | 24                             | 0                              | 247   | 0     |
| 2009-2010             | AC Milan              | Serie A               | 0           | 0           | 0               | 0               | -                 | -                 | -          | -          | C1                             | 0                              | 0                              | 0     | 0     |
| 2010-2011             | AC Milan              | Serie A               | 1           | 0           | 2               | 0               | -                 | -                 | -          | -          | C1                             | 0                              | 0                              | 3     | 0     |
| 2011-2012             | AC Milan              | Serie A               | 0           | 0           | 0               | 0               | -                 | -                 | 0          | 0          | C1                             | 0                              | 0                              | 0     | 0     |
| Sous-total            | Sous-total            | Sous-total            | 1           | 0           | 2               | 0               | -                 | -                 | 0          | 0          | -                              | 0                              | 0                              | 3     | 0     |
| 2012-2013             | AS Monaco FC          | Ligue 2               | 1           | 0           | 0               | 0               | -                 | -                 | -          | -          | -                              | -                              | -                              | 1     | 0     |
| 2013-2014             | AS Monaco FC          | Ligue 1               | 1           | 0           | 0               | 0               | 0                 | 0                 | -          | -          | -                              | -                              | -                              | 1     | 0     |
| Sous-total            | Sous-total            | Sous-total            | 2           | 0           | 0               | 0               | 0                 | 0                 | -          | -          | -                              | 0                              | 0                              | 2     | 0     |
| Total sur la carrière | Total sur la carrière | Total sur la carrière | 371         | 0           | 30              | 0               | 12                | 0                 | 0          | 0          | -                              | 24                             | 0                              | 437   | 0     |

### En sélection nationale
| Sélection | Année | Statistiques | Statistiques |
| Sélection | Année | Matchs       | Buts         |
| --------- | ----- | ------------ | ------------ |
| Italie A  | 2005  | 3            | 0            |
| Total     | Total | 3            | 0            |

## Palmarès
| - AS Monaco - Championnat de France de Ligue 2 - Vainqueur : 2013 - Coupe de la Ligue - Vainqueur : 2003 - Championnat de France : - Vice-champion : 2003, 2014 - Ligue des champions - Finaliste : 2004 |  | - AC Milan - Championnat d'Italie - Vainqueur : 2011 |